# 不動の滝 (勝浦町)
不動の滝（ふどうのたき）は、徳島県勝浦町の星谷寺（星の岩屋）にある勝浦川水系の滝。別名は裏見の滝。落差は約15m。とくしま水紀行50選選定。

## 地理
星の岩屋と呼ばれている星谷寺にある滝で、落差は約15m。下流には落差約6mの洗心の滝がかかる。
不動の滝は、星の落下にまつわる伝説がある岩屋の中から見ることができ、裏側からも見ることが出来るため、裏見の滝と呼ばれている。

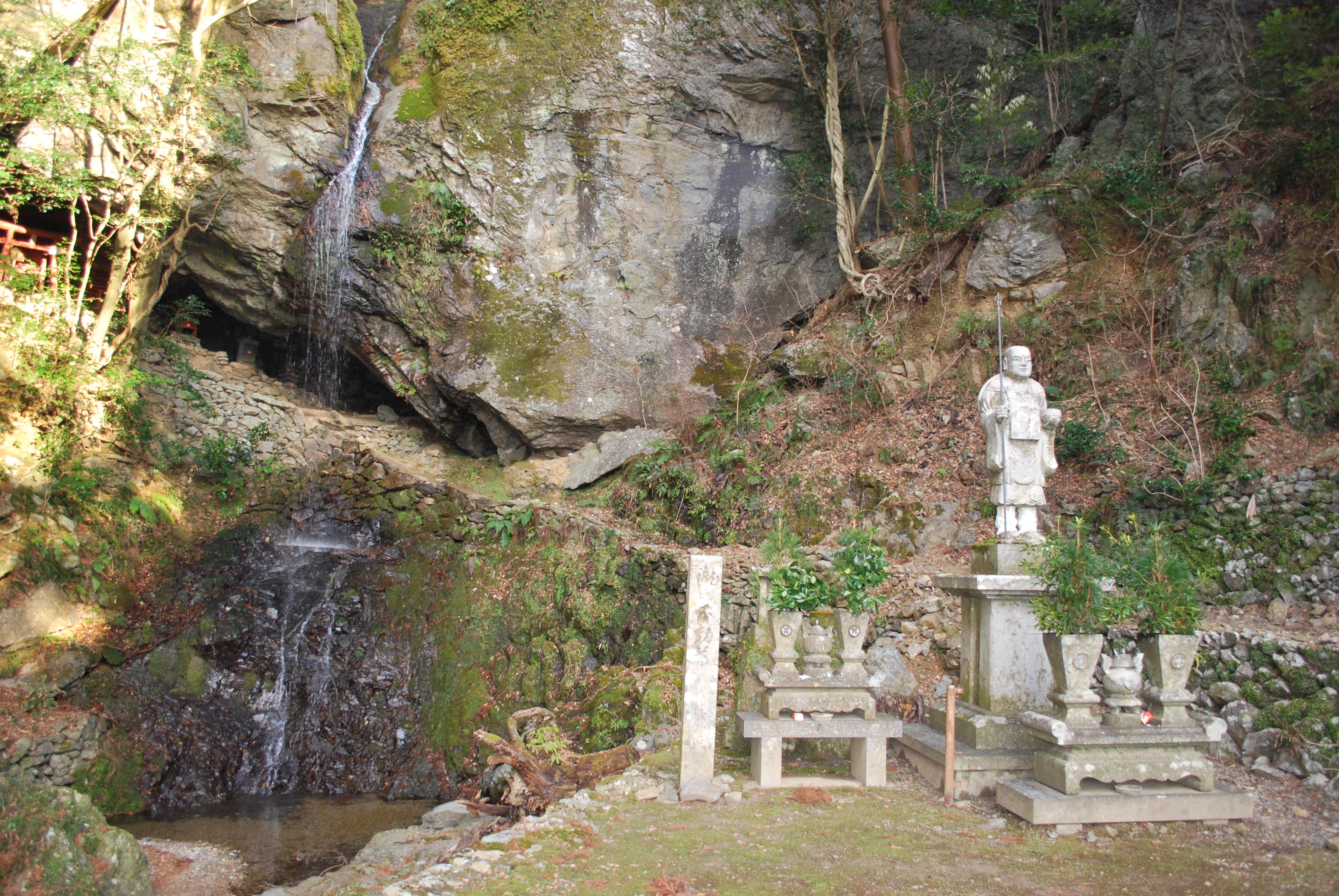
不動の滝
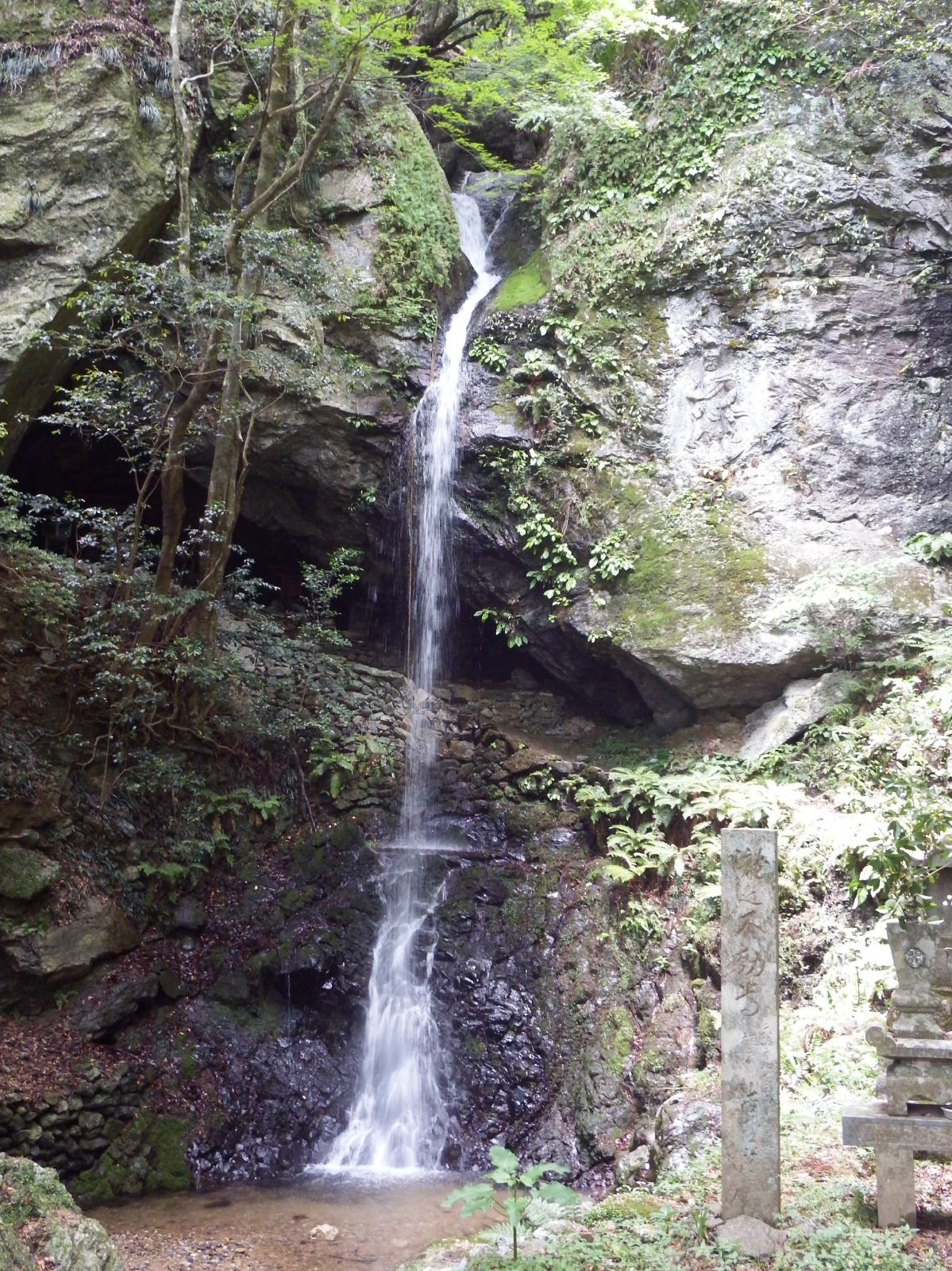
不動の滝
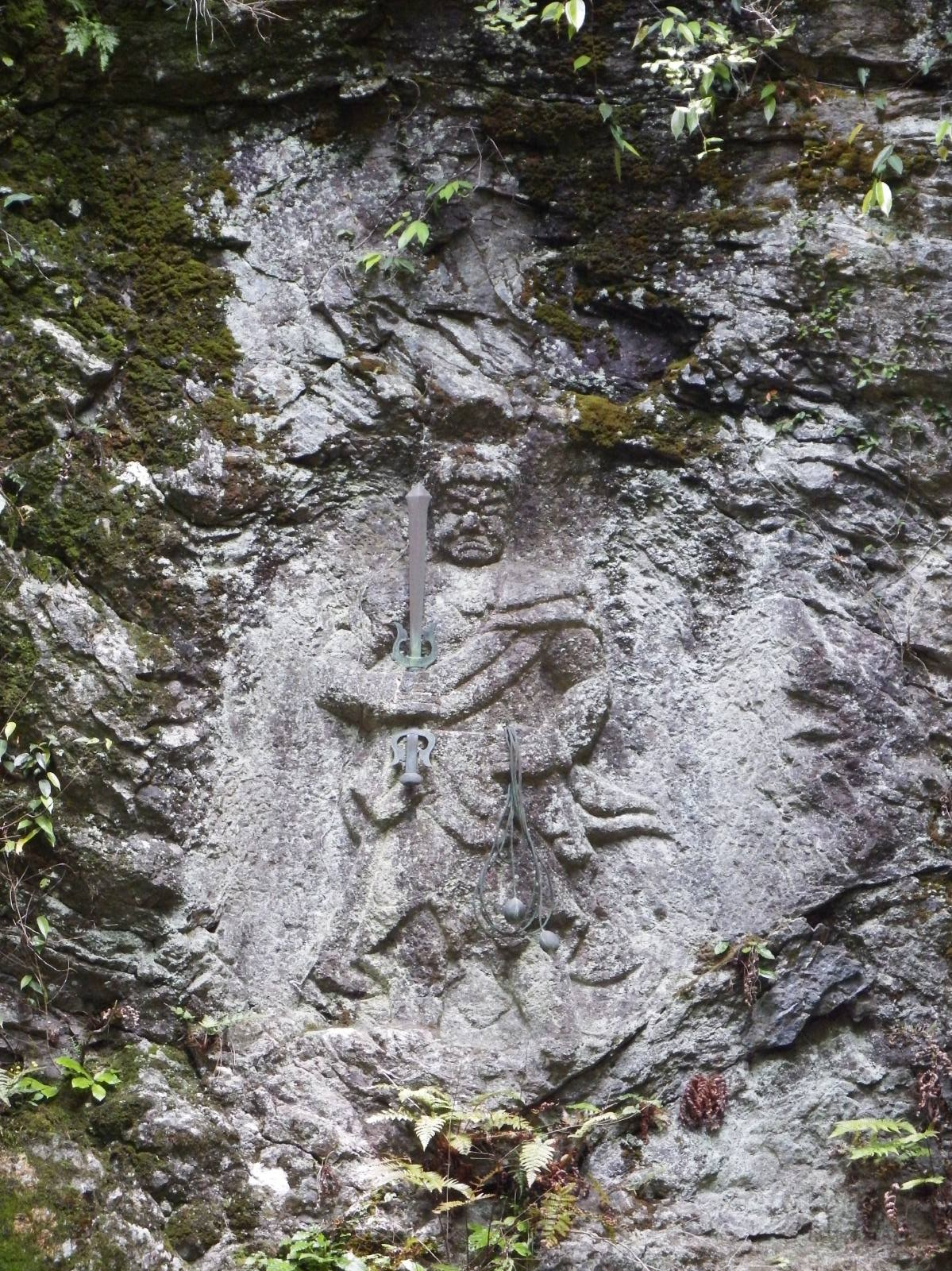
岩壁の不動明王
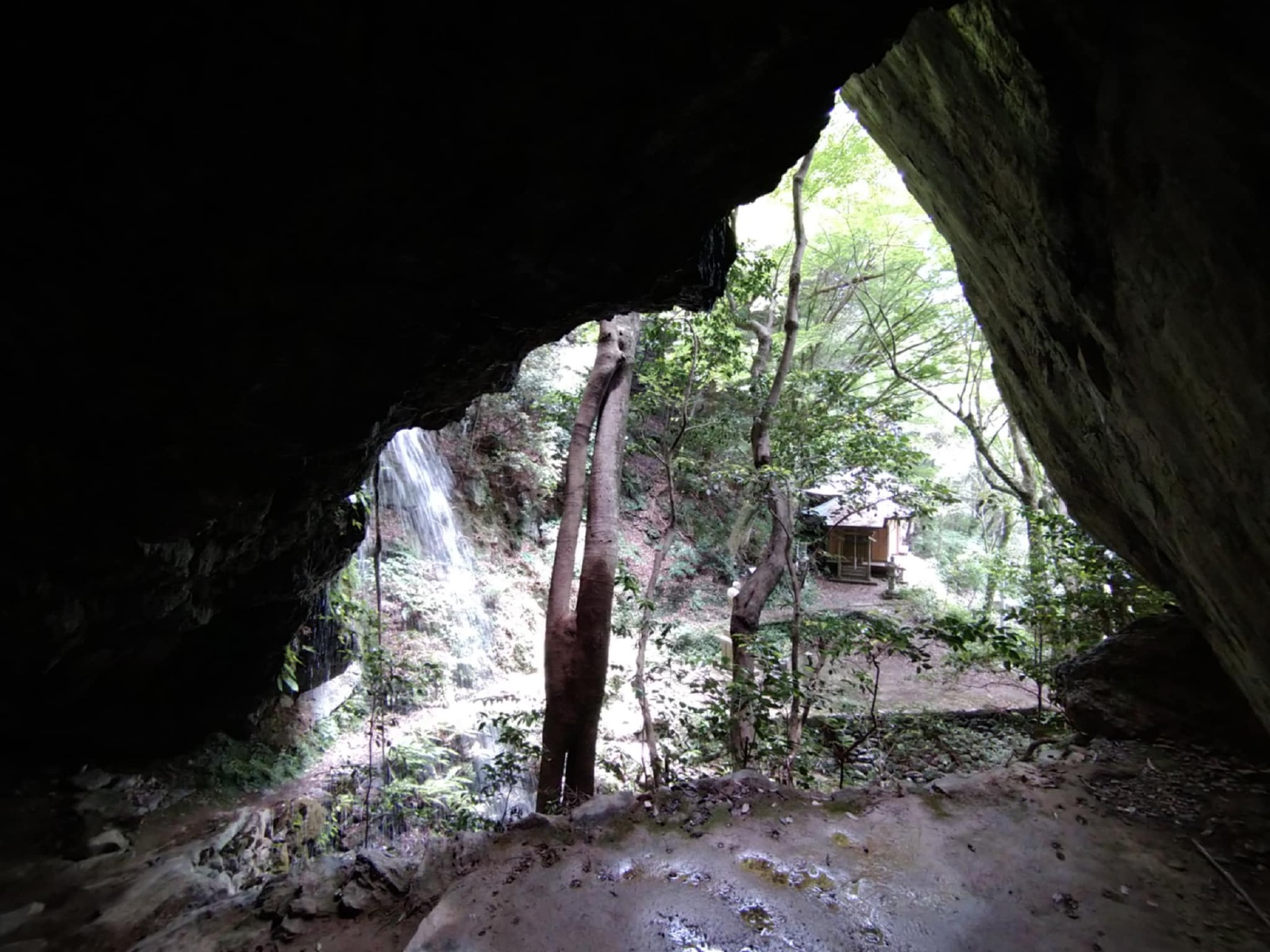
裏見の滝
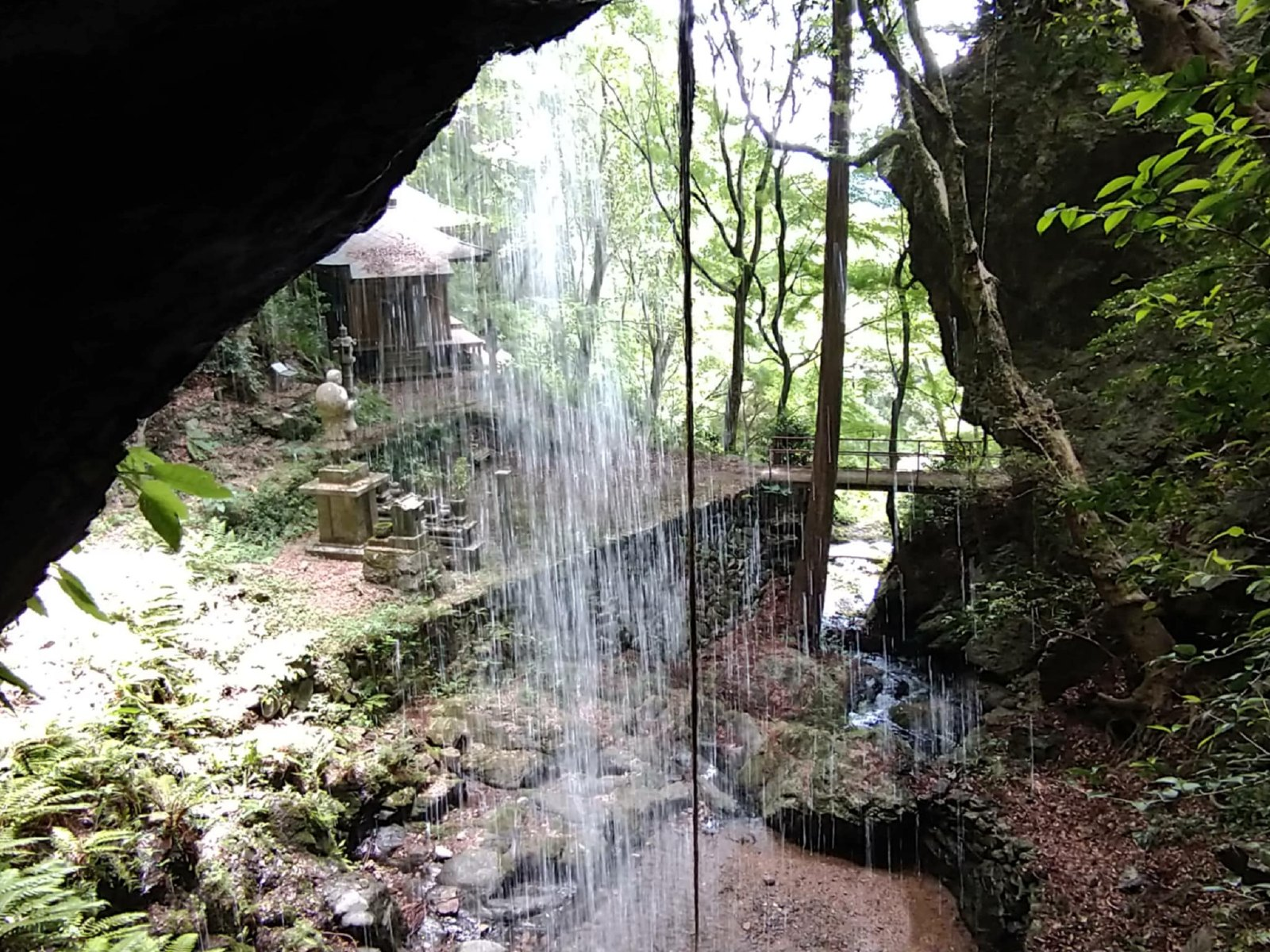
裏見の滝

## 交通
- JR徳島駅より徳島バス勝浦線「中角」下車、徒歩40分または車で10分。
- 徳島自動車道 徳島ICから国道11号・国道55号、徳島県道16号徳島上那賀線等を小松島市方面へ車で25km。